# В четверг и больше никогда
«В четверг и больше никогда» — советский художественный фильм театрального режиссёра Анатолия Эфроса. Снят по сценарию Андрея Битова.

## Сюжет
Живущий с недавних пор в фактическом браке преуспевающий московский врач Сергей приезжает к себе на родину в заповедник. Формальный повод — повидать мать и отчима, которых он не видел много лет. Однако реальная причина — в полученной Сергеем телеграмме от живущей там же юной Вари — та сообщает, что ждет от него ребенка.
Сергей приезжает в заповедник вроде бы для разрешения вопроса с беременностью Вари, но на практике сам не знает, что делать. Он понимает, что может сломать жизнь влюбленной в него девушке, но уходить от фактической жены, эффектной певицы, не собирается.
Повинуясь порыву, Сергей убивает выхоженную его матерью ручную косулю — несмотря на строгий запрет на охоту в заповеднике. Такое поведение сына очень беспокоит Екатерину Андреевну. Она упрекает Сергея за убийство животного и пытается поговорить с ним о беременности Вари. Однако мать и сын не только не приходят к пониманию, но и еще больше отдаляются.
Последним ударом для Екатерины Андреевны становится то, как беспечно сын отреагировал, когда она забеспокоилась, что Варя может наложить на себя руки с помощью яда. Мать Сергея уходит в лес, где ей становится плохо. Это замечает Варя и бежит звать на помощь Сергея. Сергей прибегает, но помочь уже ничем не может. Так трагично заканчивается всего один день, который герой провел на своей малой родине.
В финальной сцене Сергей стоит один на балконе своей московской квартиры.

## В ролях
- Олег Даль — Сергей Андреевич
- Вера Глаголева — Варя
- Любовь Добржанская — Екатерина Андреевна, мать Сергея
- Михаил Жигалов — егерь
- Иннокентий Смоктуновский — Иван Модестович, отчим Сергея
- Гражина Байкштите — Гражина
- Виктор Карлов — Харитонов (озвучил Станислав Любшин)
- Александр Ожигин — директор
- Валерий Плотников — фотокорреспондент
- Марина и Ирина Коротковы — близнецы

## Съёмочная группа
- Автор сценария — Андрей Битов
- Режиссёр-постановщик — Анатолий Эфрос
- Оператор-постановщик — Владимир Чухнов
- Художник-постановщик — Феликс Ясюкевич
- Композитор — Дмитрий Шостакович
- Директор картины — Татьяна Жигаева

«Этот фильм никогда не шёл в широком прокате, — только в клубах. (…) В персонаже Олега Даля есть нечто от западного супермена-интеллектуала: он умён, талантлив, красив, пользуется успехом у женщин, у него престижная интересная работа и красивая невеста. Сергей кажется самодостаточным: у него вроде бы есть всё, что нужно для счастья. Но он отнюдь не счастлив, душа его скована цинизмом и разъедена пресыщенностью. Он оторван от своих корней, не любит ни невесту свою, ни влюблённую в него девушку Варю».